# Kashinagara
Kashinagara là một thị xã và là nơi đặt ủy ban khu vực quy hoạch (notified area committee) của quận Gajapati thuộc bang Orissa, Ấn Độ.

## Nhân khẩu
Theo điều tra dân số năm 2001 của Ấn Độ, Kashinagara có dân số 9782 người. Phái nam chiếm 49% tổng số dân và phái nữ chiếm 51%. Kashinagara có tỷ lệ 43% biết đọc biết viết, thấp hơn tỷ lệ trung bình toàn quốc là 59,5%: tỷ lệ cho phái nam là 53%, và tỷ lệ cho phái nữ là 34%. Tại Kashinagara, 13% dân số nhỏ hơn 6 tuổi.